# Aulla
Aulla é uma comuna italiana da região da Toscana, província de Massa-Carrara, com cerca de 10.175 habitantes. Estende-se por uma área de 59 km², tendo uma densidade populacional de 172 hab/km². Faz fronteira com Bolano (SP), Fivizzano, Fosdinovo, Licciana Nardi, Podenzana, Santo Stefano di Magra (SP), Sarzana (SP).

## Demografia
| Variação demográfica do município entre 1861 e 2011                               |
|                                                                                   |
| Fonte: Istituto Nazionale di Statistica (ISTAT) - Elaboração gráfica da Wikipedia |